# Сасоваць
45°46′ пн. ш. 16°55′ сх. д. / 45.77° пн. ш. 16.92° сх. д.
Сасоваць (хорв. Sasovac) — населений пункт у Хорватії, в Б'єловарсько-Білогорській жупанії у складі громади Нова Рача.

## Населення
Населення за даними перепису 2011 року становило 228 осіб.
Динаміка чисельності населення поселення: